# Lijsten van heersers in de Lage Landen
Dit zijn lijsten van heersers in de Lage Landen. Onder heerser wordt verstaan een dynastieke monarch of een kiesmonarch die de functie van hoofd van het militaire, economische en maatschappelijke bestuur binnen het hen toegewezen grondgebied vervult. Het merendeel van de in onderstaande lijsten opgenomen heersers stond officieel onder het hoogste gezag van een keizer of koning, die eigenaar was van het grondgebied en hen rechten en bevoegdheden had verleend op grond van het feodale stelsel.
| Gebied                   | Lijst                                                           | Van      | Tot       | Regeringsvorm                       |
| ------------------------ | --------------------------------------------------------------- | -------- | --------- | ----------------------------------- |
| Artesië                  | Lijst van graven van Artesië                                    | ca. 850  | 1678      | graafschap                          |
| België                   | Lijst van koningen der Belgen (Baron-regent en prins-regent)    | 1831     | heden     | koninkrijk                          |
| Bergh                    | Lijst van heren en graven van den Bergh                         | 1105     | 1913      | heerlijkheid/graafschap             |
| Bouillon                 | Hertogdom Bouillon#Hertogen van Bouillon                        | 988      | 1794      | heerlijkheid/hertogdom              |
| Boxmeer                  | Lijst van heren en vrouwen van Boxmeer                          | 1269     | 1797      | heerlijkheid                        |
| Boxtel                   | Lijst van heren en vrouwen van Boxtel                           | ca. 1050 | 1794      | heerlijkheid                        |
| Brabant, Brussel         | Lijst van graven van Brussel en hertogen van Brabant            | 1003     | 1190      | graafschap                          |
| Brabant, Leuven          | Lijst van graven van Leuven                                     | 1003     | 1792      | graafschap/hertogdom                |
| Burtscheid               | Lijst van abdissen van Burtscheid                               | 1138     | 1802      | abdijvorstendom                     |
| Chiny, Yvois             | Lijst van graven van Chiny                                      | 950      | 1364      | graafschap                          |
| Friesland                | Lijst van heersers van Friesland                                | 1494     | 1648      | potestaat/heerlijkheid              |
| Gelre, Wassenberg        | Lijst van heersers van Gelre                                    | 1046     | 1648      | graafschap/hertogdom                |
| Gulik                    | Lijst van heersers van Gulik                                    | 1003     | 1511      | graafschap/hertogdom                |
| Henegouwen               | Lijst van graven van Henegouwen                                 | 875      | 1792      | graafschap                          |
| Herpen en Ravenstein     | Heren van Herpen                                                | ca. 1000 | 1794      | heerlijkheid                        |
| Holland, West-Frisia     | Lijst van heersers van West-Frisia Lijst van graven van Holland | 885      | 1648      | graafschap                          |
| Holland                  | Lodewijk Napoleon, Lodewijk II                                  | 1806     | 1810      | koninkrijk                          |
| Kamerijk                 | Lijst van bisschoppen van Kamerijk                              | 925      | 1789      | prinsbisdom                         |
| Kleef                    | Lijst van heersers van Kleef                                    | 10??     | 1609      | graafschap/hertogdom                |
| Limburg                  | Lijst van graven en hertogen van Limburg                        | 1033     | 1792      | graafschap/hertogdom                |
| Loon                     | Lijst van graven van Loon                                       | 944      | 1363      | graafschap                          |
| Lotharingen              | Lijst van heersers van Lotharingen                              | 900      | 973       | hertogdom                           |
| Luik                     | Lijst van bisschoppen en prins-bisschoppen van Luik             | 972      | 1794      | prinsbisdom                         |
| Luxemburg                | Lijst van heersers van Luxemburg                                | 988      | heden     | graafschap/hertogdom/groothertogdom |
| Magna Frisia             | Lijst van heersers van Friesland                                | ca. 600  | 734       | koninkrijk/hertogdom                |
| Megen                    | Lijst van graven van Megen                                      | ca. 1145 | 1794      | graafschap                          |
| Midden-Friesland         | Lijst van heersers van Friesland                                | 1088     | 1101      | graafschap                          |
| Midden-Francië           | Lijst van heersers van Lotharingen                              | 843      | 900       | koninkrijk                          |
| Namen                    | Lijst van graven en markgraven van Namen                        | 907      | 1792      | graafschap                          |
| Neder-Lotharingen        | Lijst van heersers over Lotharingen                             | 959      | 1792      | hertogdom                           |
| Nederlanden (vorstendom) | Willem I der Nederlanden                                        | 1813     | 1815      | vorstendom                          |
| Nederlanden (verenigd)   | Willem I der Nederlanden                                        | 1815     | 1830/1839 | koninkrijk                          |
| Nederlanden (koninkrijk) | Lijst van koningen der Nederlanden (koningin-regentes)          | 1831     | heden     | koninkrijk                          |
| Neutraal Moresnet        | Lijst van burgemeesters en commissarissen van Neutraal Moresnet | 1816     | 1920      | dwergstaat                          |
| Rekem                    | Lijst van rijksgraven van Rekem                                 | ca. 1200 | 1795      | dwergstaat                          |
| Sint-Servaas             | Kapittel van Sint-Servaas                                       | 1087     | 1797      | rijksheerlijkheid                   |
| Stavelot-Malmedy         | Lijst van abten van Stavelot-Malmedy                            | 648      | 1795      | abdijvorstendom                     |
| Thorn                    | Lijst van abdissen Stift Thorn                                  | ca. 1150 | 1794      | abdijvorstendom                     |
| Utrecht                  | Lijst van bisschoppen en aartsbisschoppen van Utrecht           | 695      | 1528      | sticht                              |
| Vlaanderen               | Lijst van graven van Vlaanderen                                 | 862      | 1792      | graafschap                          |
| Zutphen                  | Lijst van heren en graven van Zutphen                           | 1018     | 1648      | graafschap                          |